# Kaj Franck Prijs
De Kaj Franck Prijs is een Finse prijs voor ontwerpers die sinds 1992 wordt uitgereikt door brancheorganisatie Design Forum Finland. De prijs bestaat uit een medaille en een bedrag van €10.000 en is vernoemd naar ontwerper Kaj Franck. De prijs wordt uitgereikt op Francks geboortedag, 1 november.

## Winnaars
- 1992 – Oiva Toikka
- 1993 – Pirkko Stenros
- 1994 – Fujiwo Ishimoto
- 1995 – Yrjö Kukkapuro
- 1996 – Kerttu Nurminen
- 1997 – Vuokko Eskolin-Nurmesniemi
- 1998 – Heikki Orvola
- 1999 – Jorma Vennola
- 2000 – Ritva Puotila
- 2001 – Eero Miettinen
- 2002 – Anneli Sainio
- 2003 – Risto Väätänen
- 2004 – Ritva-Liisa Pohjalainen
- 2005 – Hannele Bonsdorff
- 2006 – Olavi Lindén
- 2007 – Kati Tuominen-Niittylä
- 2008 – Eero Aarnio
- 2009 – Hannu Kähönen
- 2010 – Marja Suna
- 2011 – Simo Heikkilä
- 2012 – Jasmiine Julin-Aro
- 2013 – Björn Weckström
- 2014 – Harri Koskinen
- 2015 – Markku Salo
- 2016 – Juhani Salovaara
- 2017 – Anna Ruohonen
- 2018 – Tapio Anttila
- 2019 – Aivan
- 2020 – Ilkka Suppanen
- 2021 – Johanna Gullichsen